# Kim Jeong-gwan
Kim Jeong-gwan (hangul 김정관, ur. 1 marca 1970) – południowokoreański szpadzista, brązowy medalista mistrzostw świata.
Podczas mistrzostw świata w Lizbonie w 2002 roku Koreańczycy w składzie: Ku Kyo-dong, Kim Jeong-gwan, Lee Sang-yeop i Yang Noe-seong zdobyli brązowy medal w szpadzie drużynowej. W rywalizacji indywidualnej zajął tam szóste miejsce. Był też między innymi piąty drużynowo na mistrzostwach świata w Nîmes w 2001 roku i mistrzostwach świata w Hawanie w 2003 roku.
Wystartował na igrzyskach olimpijskich w Barcelonie w 1992 roku, gdzie drużynowo był dziesiąty, a indywidualnie zajął 33. miejsce. Były to jego jedyne starty olimpijskie.
Ponadto zdobył brązowy medal drużynowo na igrzyskach azjatyckich w Pusan (2002).